# إدواردو كوينتيرو
إدواردو كوينتيرو هو مصارع هاوي كوبي، ولد في 28 نوفمبر 1950.

## وصلات خارجية
- إدواردو كوينتيرو على موقع أوليمبيديا (الإنجليزية)